# Dušan Pešić
Dušan Pešić (né le 26 avril 1955 à Kruševac) est un footballeur serbe, international yougoslave.
Il dispute son premier match international avec la Yougoslavie le 30 mars 1980 contre la Roumanie à Belgrade.
Dušan Pešić était un buteur opportuniste et très agile.

## Palmarès
Hajduk Split
- Vainqueur de la Coupe de Yougoslavie en 1984.

 Fenerbahçe SK
- Champion de Turquie en 1985.
- Vainqueur de la Supercoupe de Turquie en 1985.